# Pero beatricaria
Pero beatricaria là một loài bướm đêm trong họ Geometridae.